# Tarfawi
Tarfawi (arab. طرفاوي) – wieś w Syrii, w muhafazie Aleppo, w dystrykcie Dżabal Siman. W 2004 roku liczyła 181 mieszkańców.